# Johann Nepomuk Koháry

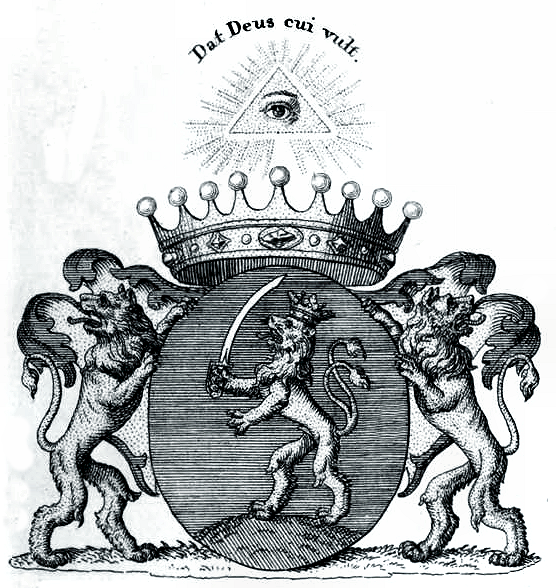
Wappen der Grafen von Koháry

Johann Nepomuk Graf Koháry (geboren 1733; gestorben um 1780, andere Angaben: 12. November 1800, in Tiflis) war von 1770 bis 1776 war der letzte Pächter des Burgtheaters, Wien.

## Familie
Johann Nepomuk entstammte der ungarischen Magnatenfamilie Koháry und war der jüngste Sohn des Grafen Andreas (1694–1757) und der Margareta Therese Thavonath von Thavon. 1759 heiratete er Baronin Maria Theresia Pinelli, mit der er drei Kinder hatte.
- Nikolaus Koháry (1764–1810) ⚭ Gräfin Maria Kinsky z Vchynic a Tetova (1775–1798)
- Josefa (1767–1803) ⚭ Graf Johann Siegmund von Riesch
- Maria (1769–1824) ⚭ Graf József Forgách de Ghymes et Gács (1763–1832)

## Impresario des Hoftheaters

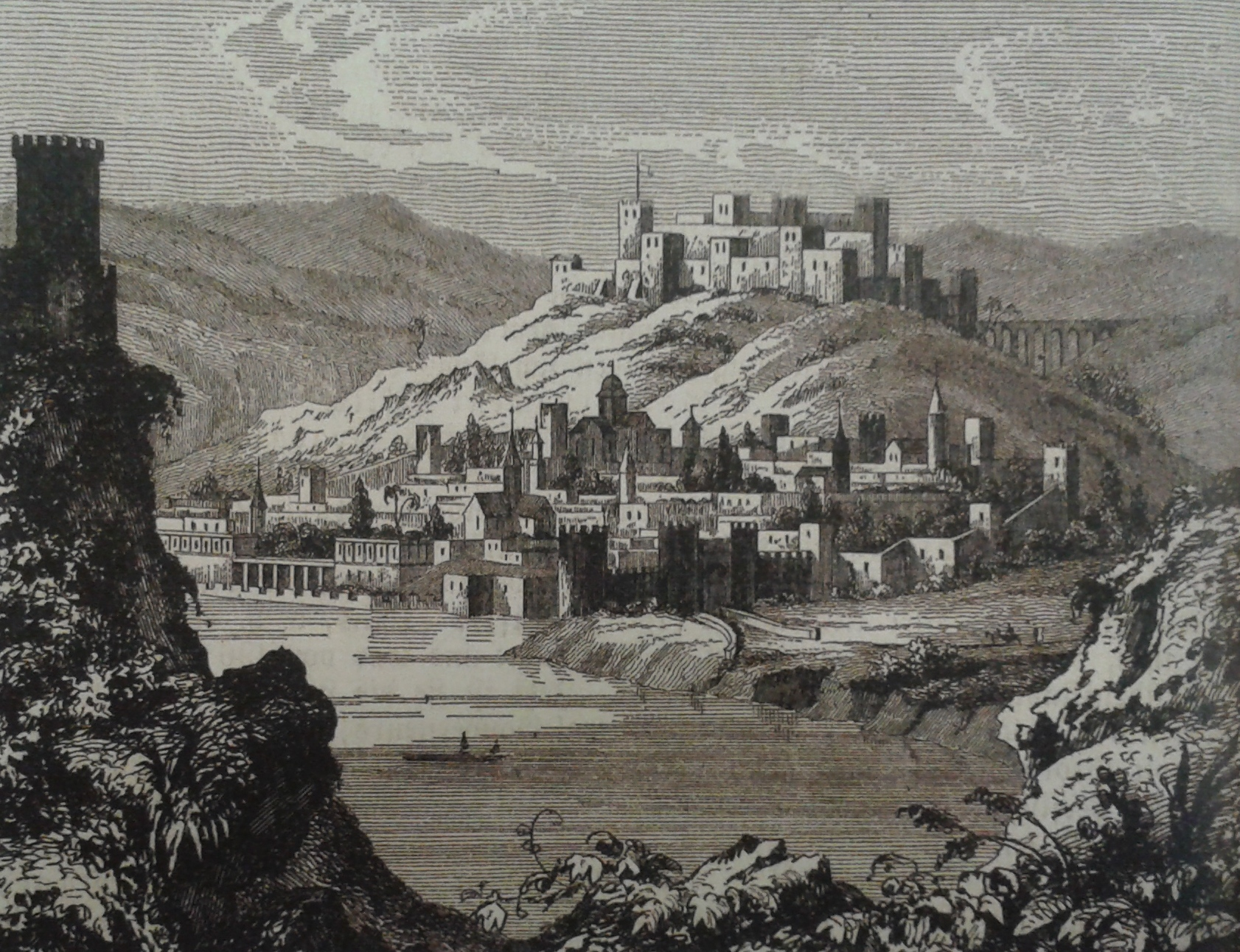
Tiflis um 1800

1770 pachtete Johann Nepomuk Koháry das Hoftheater und wurde in der Nachfolge von d’Afflissio deren Impresario. 1772 schaffte er am Burgtheater das französische Theater ab und ersetzte es durch die italienische Opera buffa, geriet aber immer mehr in finanzielle Schwierigkeiten und musste als Direktor zurücktreten. Das Theater wurde nun kommissarisch geführt und Koháry blieb in beratender Funktion tätig. Zu den organisatorischen Problemen kam noch ein Skandal mit seiner Gattin, über den aber keine Details überliefert sind. 1776 kam es zum endgültigen Bankrott des Theaters. Es wurde verstaatlicht und am 17. Februar 1776 von Kaiser Joseph II. als Teutsches Nationaltheater nächst der Burg wiedereröffnet.

## Reise in den Orient
Nach dem Bankrott des Theaters zog sich Johann Nepomuk auf das Familienschloss Sankt Anton zurück. Dort wurde er von Jacob Reineggs, vormals einer seiner Schauspieler, aufgesucht. Gemeinsam reisten sie in den Orient. Nach einem Aufenthalt in Konstantinopel gelangten sie über Smyrna nach Tiflis an den Hof Königs Erekle II. In der von Reineggs verfassten Reisebeschreibung verstarb Koháry um 1780 im Kaukasus an einer venerischen Krankheit. Ein genauer Todeszeitpunkt ist nicht bekannt.

## Werke
Von Johann Nepomuk Koháry ist ein eigenes Werk über seine Reise in den Orient überliefert. Religion und Sitten der heutigen Muhametaner; Aus der ungedruckten Reise durch Asien, herausgegeben 1830.